# 鈴懸の径
鈴懸の径（すずかけのみち）は、第二次世界大戦中の1942年に発売された灰田勝彦の流行歌である。

## 解説

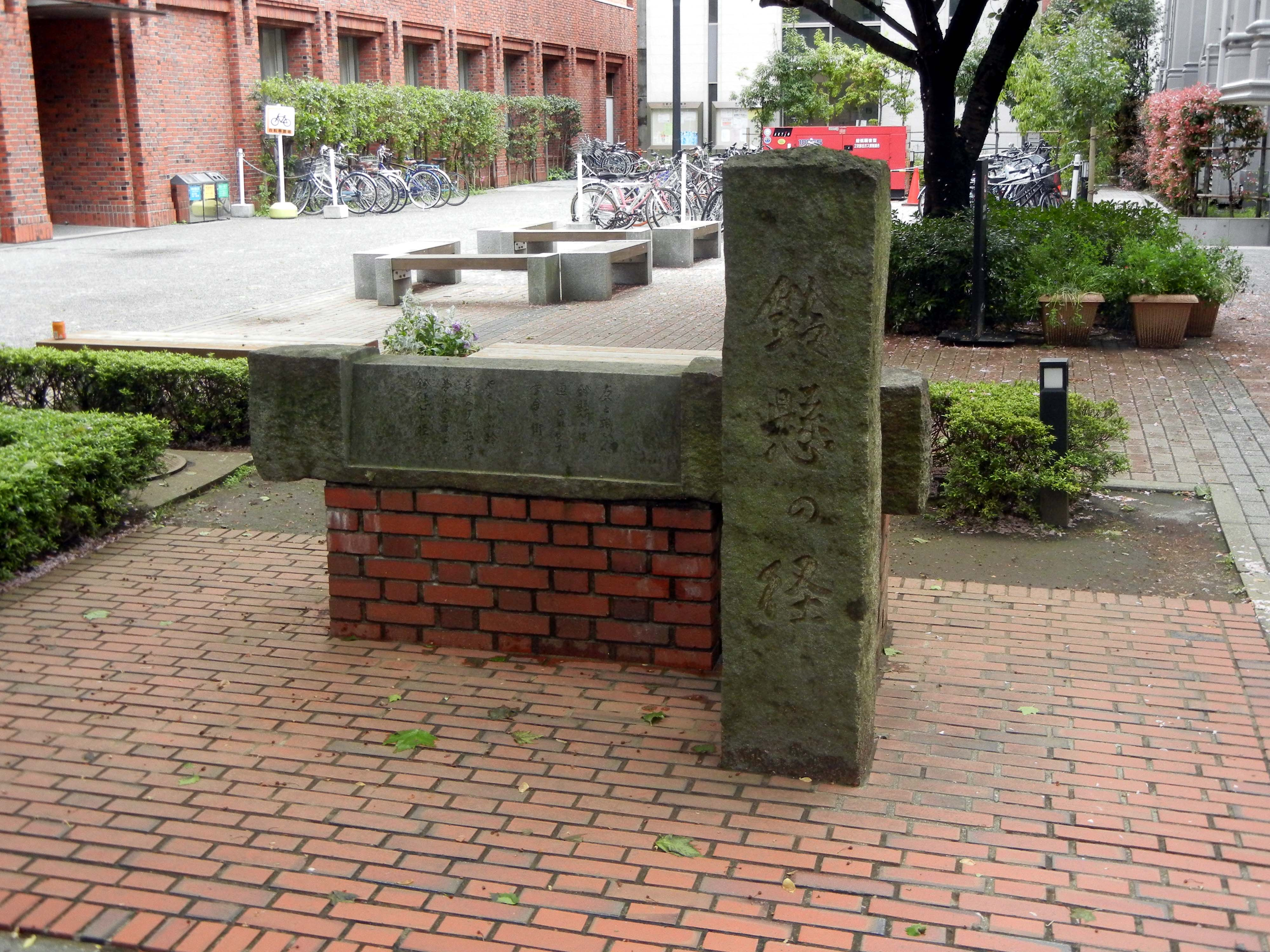
立教大学池袋キャンパス内にある歌碑

本曲は、佐伯孝夫の作詞、灰田有紀彦（灰田晴彦）が作曲して、有紀彦の弟である灰田勝彦が歌唱して1942年（昭和17年）9月にビクターレコードから発売された。
灰田勝彦の母校でもある立教大学のキャンパス内には、歌詞の題材にもなった「鈴懸の径」が存在し、その名のとおり両側に鈴懸の木が立ち並ぶこみちであり、その後この歌を記念して歌碑も設置された。
歌詞
もともとは同じメロディーで「マロニエの径」として作詞され、その歌詞はとても暗く感傷的な内容だったが、当時の日本というのは軍部に支配された状態で検閲が行われており、戦意をかきたてる勇ましいものは許可され感傷的な内容は発行・発売が禁止されていて「マロニエの径」も却下されてしまったので書きなおさざるを得なくなり、それならばいっそ方向を全く変えて学園歌、若者たちが学校で歌う歌に変更してしまおう、ということになり、あらためて全然異なる歌詞が書かれた。学園歌に変えたので戦争のことを歌わずに済んでおり、戦時中にもかかわらず歌詞内容に戦時色・軍隊色が感じられない数少ない曲である（勝彦はこの年、同様に戦時色に染められない「新雪」を世に送り出して大ヒットを飛ばし、現在も歌い継がれて通信カラオケの収録曲となっている）。
調性、リズム

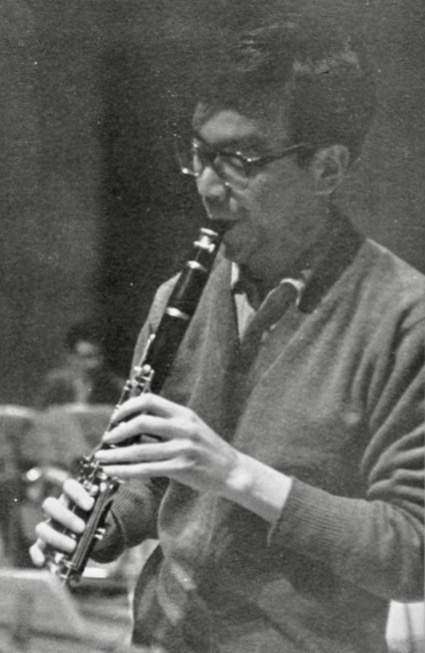
鈴木章治

調性は短調系（マイナー系）、短音階であり、昭和前期の日本の曲は短調系の曲の割合が多く、暗い雰囲気のメロディーが多かったが、当曲もやはり暗い雰囲気のメロディーである（平成以降では統計的に見て長調系の曲の割合が圧倒的に増えていて人々はそれに慣れているので、昭和40年代以降や平成生まれの人がこの曲を今聴くと、やはり妙に暗いメロディーと感じられる）。
リズムはもともとは3拍子。3拍子も昭和前期の曲に比較的多かった特徴的なリズムである（昭和後期以降は4ビートや8ビートが一般的で、3拍子は激減）。
最初の発売から10年以上も後のことだが、鈴木章治が音楽の潮流の変化に合わせて4拍子にアレンジしジャズ・アレンジも加えて1954年頃に鈴木章治が率いるジャズバンドであるリズムエースの演奏で吹き込んでヒット。更に1957年1月には、ベニー・グッドマン楽団の首席アルト・サックス奏者ピーナッツ・ハッコーがクラリネット奏者として鈴木章治とリズム・エースに参加し、TBSホール（当時）で録音・放送したことでリクエストが殺到して、そのTBSホールでの録音テイク盤が繰り返しレコード化された(Victor CP-1022等)。また、ピーナッツ・ハッコーも「プラタナス・ロード:Platanus Road」として米欧巡演で演奏、吹き込みを行って日本にも輸入されて、さらに有名になった。

## 主なカヴァー
- 藤圭子　-　1971年7月 アルバム『圭子の人生劇場』収録
- 佐良直美　-　1972年2月 アルバム『鈴懸の径 -佐伯孝夫 優しい詩集-』収録
- 石川さゆり  -  アルバム『二十世紀の名曲たち』テイチクエンタテインメント(規格番号：TECS-20391/400)収録
- 浅井愼平　-　アルバム『TOKYO HAWAIIAN STYLE 1960』BACIO RECORDS
- PE'Z - アルバム『日本のジャズ -SAMURAI SPIRIT-』収録
- ハーブ・オオタ - 1964年に「SUSHI」（スシ）の曲名でカバー
- フランキー・カール（英語版） - アルバム『12 DOUBLE-BARRELED HITS OF '64』RCA Victor(規格番号：LP = LSP-2915 / Reel To Reel = FTP-1277)-曲名「SUSHI」（スシ） 収録